# Les Dragz
Les Dragz est une série de bande dessinée humoristique dessinée par O'Groj et écrite par Corcal. Publiée de 1996 à 2003 dans l'hebdomadaire franco-belge Spirou, elle a fait l'objet de trois albums chez Dupuis.

## Publication

### Revues
- Les Dragz, dans Spirou, 1996-2003.

### Albums
- Les Dragz, Dupuis :

1. Alerte aux envahisseurs, 2001  (ISBN 2-8001-2773-2)[1],[2].
2. La Nuit des Morveglus, 2002  (ISBN 2-8001-3222-1).
3. Apocalypse Dragz, 2003  (ISBN 2-8001-3325-2)[3].